# N624 (België)
De N624 is een gewestweg in de Belgische provincies Luik en Namen. De weg verbindt de N80 in Hannuit met de N91 in Noville-sur-Mehaigne. De weg heeft een lengte van ongeveer 17 kilometer.
In Hannut begint de N624 dicht bij de kruising van de N80 met de N64.

## Plaatsen langs de N624
- Hannuit
- Crehen
- Ambresin
- Wasseiges
- Branchon
- Franquenée
- Taviers
- Harlue
- Noville-sur-Mehaigne